# سانت ماري ميد

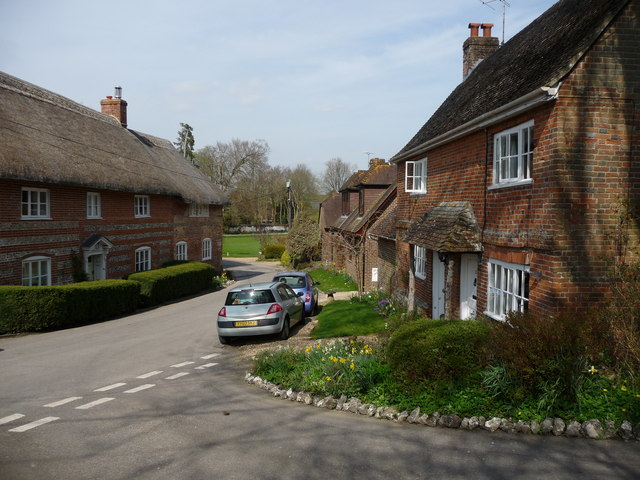

سانت ماري ميد (بالإنجليزية: St. Mary Mead) هي القرية الخيالية التي أنشأتها كاتبة الغموض أجاثا كريستي. تقع سانت ماري ميد قرية هادئة وهي موطن المحققة العانس الشهيرة الآنسة جين ماربل. وذُكرت القرية لأول مرة في كتاب الآنسة ماربل في عام 1930. جريمة في بيت الكاهن. ولكن كريستي قامت بوصفها لأول مرة في رواية هيركيول بوارو لغز القطار الأزرق. ومن المفترض أن سانت ماري ميد تقع في جنوب شرق إنجلترا، تبعد 25 ميلًا عن لندن